# Carlo Dundas
Carlo Dundas (14 november 1939 - ?) was een Surinaams-Nederlands gitarist, zanger en songwriter. Hij begon zijn muziekloopbaan in Suriname en vervolgde die rond 1970 in Nederland. Zijn grootste hit was Kankantri, die hij als leadzanger van The Satellite vertolkte en, net als meer dan honderd andere nummers, zelf schreef.

## Biografie
Dundas zette begin jaren 1950 zijn eerste stappen in de muziek. In die tijd was Latijns-Amerikaanse muziek populair in Suriname. Hij had een voorliefde voor drum op de bongo en conga. Deze instrumenten verwisselde hij aan het eind van dat decennium voor zang en gitaar.
Hij zong in verschillende groepen, waaronder The Sentimental Brothers die in die tijd populair waren. Harold Biervliet trad in die tijd al eens met hem op  en trof hem begin jaren 1970 opnieuw toen ze beide naar Nederland waren vertrokken om daar hun muziekcarrière te vervolgen. Samen namen ze toen ook muziek op met Max Nijman. In 1974 bracht Dundas inmiddels jarenlang platen uit. Hij speelde rond dat jaar met Nijman in The Faces en hielp hem bij het componeren van nummers.
In 1981 kwam zijn single Wan switi roti uit. Met Suzie Poeder & The Satellites bracht hij in de jaren 1980 een elpee uit. Met The Satellites zong hij ook Kankantri, dat zijn grootste hit was. Hij componeerde dit nummer zelf, evenals meer dan honderd andere nummers. Daarnaast was hij arrangeur en werkte daarin ook samen met Harold Biervliet. In 1988 maakte hij deel uit van de muziekformatie Sabakoe. In 1996 bracht hij samen met zijn vrouw Astrid Cairo het album Odrofeni tori uit.
Op 14 november 2019, de dag dat Dundas tachtig jaar zou zijn geworden, werd in het Theater Zuidplein in Rotterdam een tribuutconcert voor hem gehouden door zijn ex-partner Astrid Cairo, zijn zoon Tjark Dundas, Oscar Harris, Harold Biervliet, Maureen Fernandes (Mai Tai), Edje Rust en John Oldenstam.